# Pedicularis labradorica
Pedicularis labradorica är en snyltrotsväxtart som beskrevs av Wirsing. Pedicularis labradorica ingår i släktet spiror, och familjen snyltrotsväxter.

## Underarter
Arten delas in i följande underarter:
- P. l. labradorica
- P. l. sulphurea